# Thomas Ott (Musikpädagoge)
Thomas Ott (* 30. Juli 1945 in Walsrode) ist ein deutscher Musikpädagoge.

## Leben
Er studierte (Musik, Deutsch, Erziehungswissenschaft) in Hamburg und Bochum (Staatsexamen / 1. Lehramtsprüfung Musik (1969), Deutsch (1972)). Von 1984 bis 1997 war er Professor für Musikpädagogik an der Hochschule der Künste in Berlin. Er war Professor (1997–2000 und 2003–2009) für Musikpädagogik an der Universität zu Köln.

## Schriften (Auswahl)
- Zur Begründung der Ziele des Musikunterrichts. Ein Beitrag zum Selbstverständnis der Musikdidaktik. 1979, OCLC 46153520 (zugleich Dissertation, Oldenburg 1979).
- Zum Problem der Zielbegründung in der Musikdidaktik. 1980.
- mit Ulrich Günther: Musikmachen im Klassenunterricht. 10 Unterrichtsreihen aus der Praxis. Wolfenbüttel 1984, ISBN 3-7877-3562-3.
- mit Werner Jank und Hilbert Meyer: Zur Person des Lehrers im Musikunterricht. Methodologische Probleme und Perspektiven zu einem Konzept offenen Musikunterrichts. 1986.